# Centrolene ballux
Centrolene ballux är en groddjursart som först beskrevs av William Edward Duellman och Patricia A. Burrowes 1989.  Centrolene ballux ingår i släktet Centrolene och familjen glasgrodor. IUCN kategoriserar arten globalt som akut hotad. Inga underarter finns listade i Catalogue of Life.